# Ngọt
 (janvier 2021).
Dans ces noms vietnamiens, le nom de famille précède le nom personnel.
Ngọt (en français : « doux ») est un groupe de musique vietnamien indépendant.

## Historique
Composé de quatre membres : Vũ Đinh Trọng Thắng (chant, guitare rythmique), Nguyễn Chí Hùng (guitare solo), Phan Việt Hoàng (guitare basse) et  Nguyễn Hùng Nam Anh (batterie). Depuis sa création à Hanoi en 2013 , Ngọt a rapidement trouvé son public dans la communauté musicale underground du pays, et en sortant ses albums sur les réseaux sociaux, le groupe est progressivement devenu l'un des plus éminents de la scène indépendante au Vietnam.
En mai 2016, Ngọt sort son premier album homonyme, rassemblant les chansons les plus populaires du groupe. Leur deuxième album, Ng`bthg, sort en septembre 2017. L'accueil critique du single Em dạo này est positif de la part des fans comme des professionnels, lui permettant de gagner le prix de « Chanson de l'année », et au groupe de remporter celui de « Nouvel artiste de l'année » lors de la 13e cérémonie de remise des prix de Giải thưởng Âm nhạc Cống hiến en 2018.
Leur troisième album, 3, sort à la fin de l'année 2019 et se démarque par ses tons funk et pop.

## Discographie

### Albums studio
- Ngọt (2016)
- Ng`bthg (2017)
- 3 (2019)

### EPs
- CNGDC (2019)

### Singles
- Không làm gì (2016)
- Cho Tôi Lang Thang (2017)
- Em dạo này (2017)
- Lần cuối (đi bên em xót xa người ơi) (2019)
- Chuyển kênh (sản phẩm này không phải là thuốc) (2019)
- (tôi) Đi trú đông (2020)
- Tìm người nhà (2020)